# Séance de prestidigitation
Séance de prestidigitation és el segon curtmetratge realitzat pel director francès Georges Méliès en 1896.

## Producció i llançament
La pel·lícula reprodueix un acte màgic que Méliès va realitzar en el seu teatre d'il·lusions en París, el Teatre Robert-Houdin.
Séance de prestidigitation és notable per ser la segona pel·lícula de Méliès, i la primera a anar més enllà del gènere cinematogràfic d'actualitat iniciat pels germans Lumière i experimentar amb l'ús de la cambra per a capturar un acte de màgia teatral. Més tard, en 1896, amb el seu descobriment de la tècnica del stop trick, Méliès va poder començar a augmentar les seves il·lusions teatrals amb nous efectes especials exclusius del cinema. Séance de prestidigitation pot veure's com la primera incursió de Méliès en el món de la ficció.
La pel·lícula va ser llançada per la Star Film Company de Méliès i en el número 2 dels seus catàlegs.

## Redescobriment
El 2014, la Cinémathèque Française va rebre una donació del col·leccionista François Binétruy: un fragment curt d'una pel·lícula animada cromolitografiada, rotoscopiada d'una pel·lícula no identificada de Méliès de 1896, i que el mostrava realitzant un truc de màgia. Aquests fragments d'animació s'havien fabricat des de 1897 d'ara endavant en Alemanya i França, per a ús domèstic en projectors de joguina.

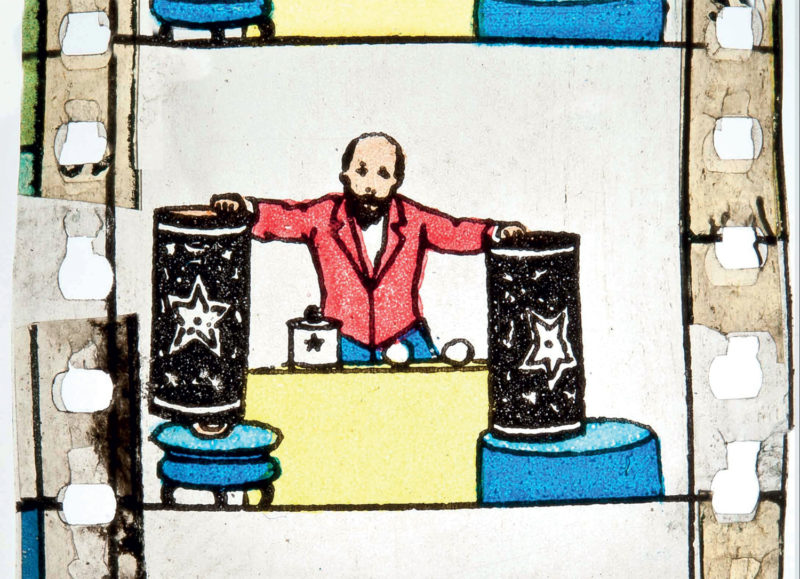
Un fotograma de la versió rotoscopiada de Séance de prestidigitation.

En 2015, la Cinémathèque va descobrir una altra versió fragmentada del projector domèstic de la mateixa pel·lícula, aquesta vegada reproduint els marcs d'acció en viu en blanc i negre original. Al juliol de 2015, l'estudiós de cinema Jacques Malthête va identificar la pel·lícula com a Séance de prestidigitation de Georges Méliès.